# Hermann Härtel
Hermann Härtel, född 27 april 1803 i Leipzig, död 4 augusti 1875, var en tysk musikförläggare.
Härtel var son till Gottfried Christoph Härtel.
Härtel, som var juris doktor, var tillsammans med sin bror Raimund Härtel (1810–1888) innehavare av musikförlaget Breitkopf & Härtel i Leipzig. Han förlade Franz Liszts, Felix Mendelssohns, Robert Schumanns, Frédéric Chopins och Richard Wagners arbeten. Han föranstaltade storartade kritiska upplagor av Johann Sebastian Bachs, Giovanni Pierluigi da Palestrinas och Ludwig van Beethovens verk, utgav billighetsupplagor av snart sagt alla musikens äldre och nyare mästare samt odlade i sitt bokförlag musikteorin och musikhistorien.